# Armurerie

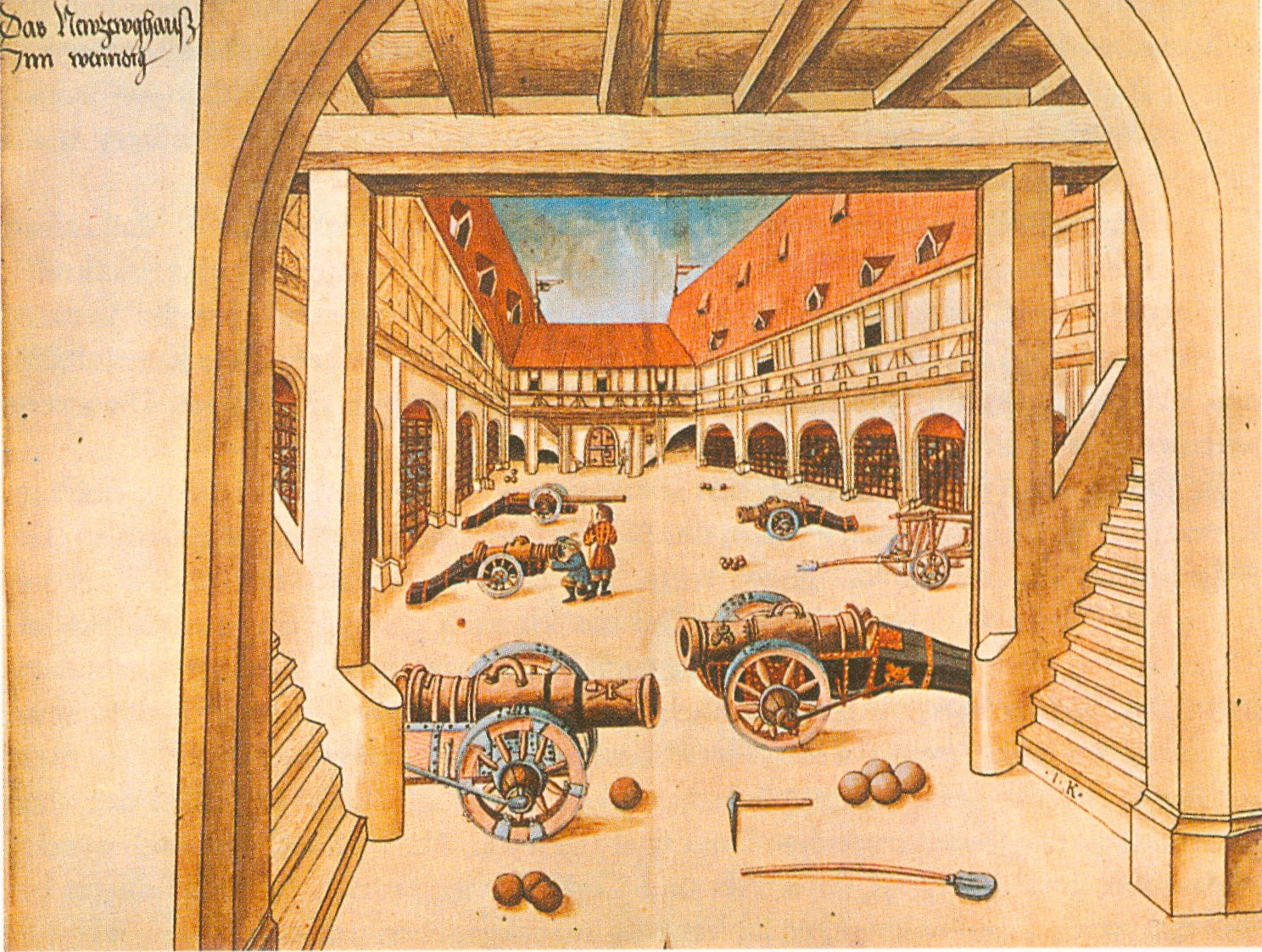
Armurerie d'Innsbruck, gravure du début du XVIe siècle.

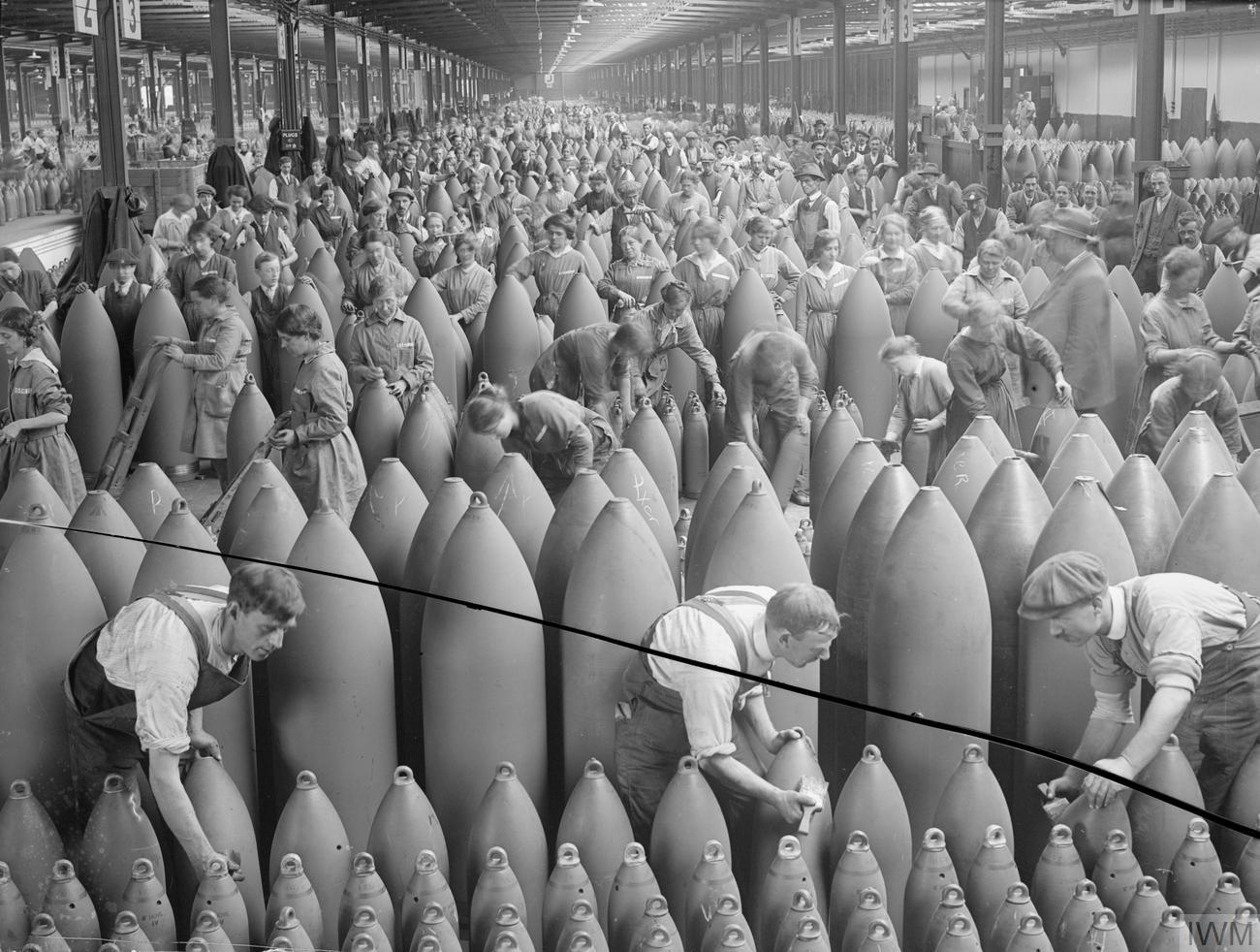
National Shell Filling Factory, Chilwell, Première Guerre mondiale.

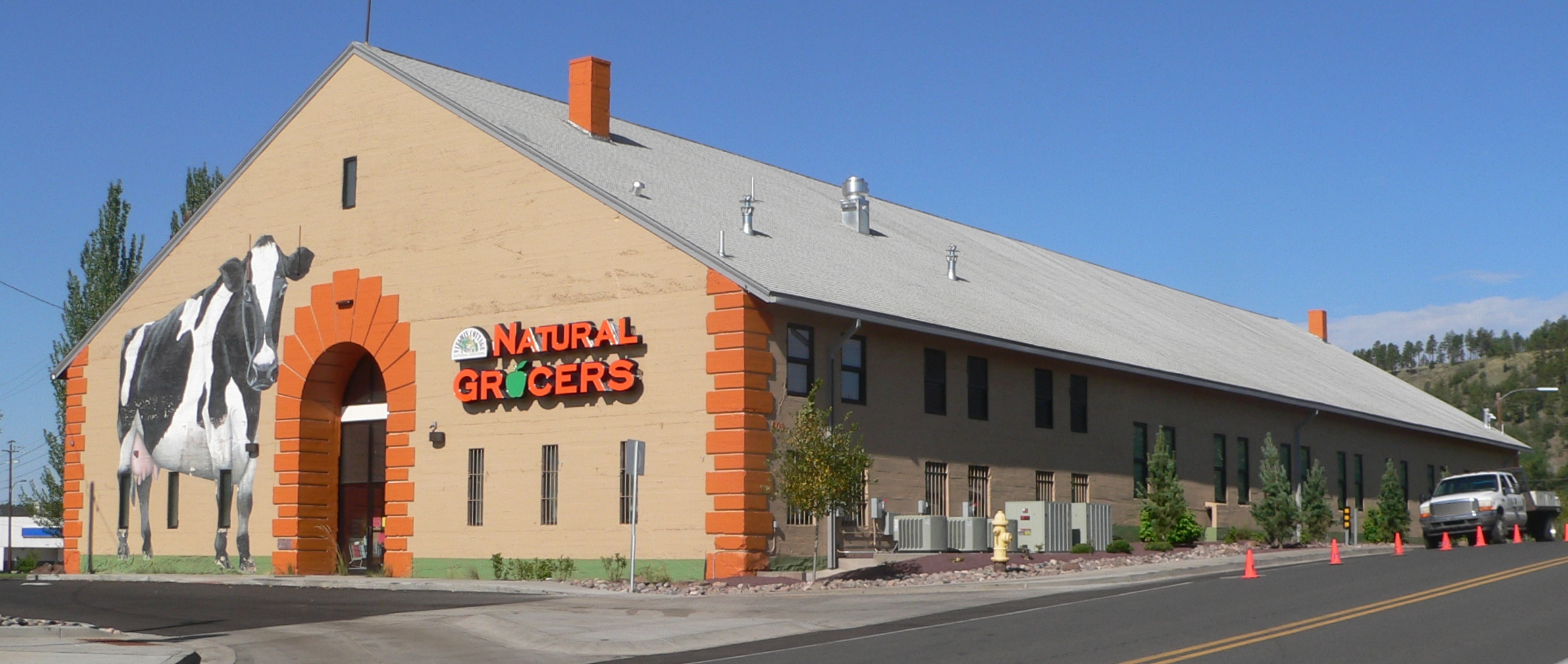
L'ancienne armurerie de Flagstaff (Arizona), aujourd'hui magasin d'alimentation.

Une armurerie est la fabrique ainsi que l'endroit où l'on entrepose, ou fait commerce des armes ainsi que l'ensemble des armes. Qu'il s'agisse de stockage ou de vente, les armureries sont généralement soumises à une règlementation stricte, en premier lieu pour des questions de sécurité.
Les armureries ont donné lieu à la construction de véritables palais à partir de la Renaissance et surtout au XVIIIe siècle, comme l'Armurerie (Zeughaus) de Berlin, aujourd'hui musée d'histoire.